# Dorsale di Aegir
La dorsale di Aegir è una dorsale oceanica, un margine divergente di placche tettoniche, ormai estinta, quindi inattiva, situata sul fondo dell'Oceano Atlantico settentrionale.
La dorsale, che un tempo faceva parte della dorsale medio-atlantica, demarca la frattura iniziale tra la Groenlandia e la Norvegia lungo cui, nel primo Eocene, iniziò l'accrescimento e l'allargamento del fondale marino che portò alla formazione dell'Oceano Atlantico settentrionale.
Verso la fine dell'Eocene, la dorsale Kolbeinsey, appena formatasi, cominciò a propagarsi verso nord dividendo di fatto, del tutto, la placca di Jan Mayen (o microcontinente di Jan Mayen) dalla placca groenlandese. Con la formazione della sopracitata dorsale Kolbeinsey, l'attività della dorsale di Aegir si ridusse, cessando completamente verso la fine dell'Oligocene, quando la dorsale Kolbeinsey raggiunse la zona di frattura di Jan Mayen.
Da notare come il fatto che la crosta relativamente sottile e il periodo di attività piuttosto breve della dorsale di Aegir siano decisamente anomali data la sua vicinanza al punto caldo d'Islanda. Nei punti caldi del mantello terrestre, infatti, si ha una risalita di materiale proveniente dalla parte più profonda del mantello fino alla base della litosfera, dove si ha una fusione parziale di quest'ultima con la conseguente generazione di una grande quantità di magma che poi penetra nella stessa litosfera e fuoriesce dalle dorsali oceaniche, portando così all'estrusione di un grande volume di basalti e all'aumento dello spessore crostale. 
Si ritiene che, probabilmente, gli stress associati con la tettonica delle placche e la struttura meccanica della litosfera abbiano creato una situazione tale per cui l'accrescimento del fondale nella dorsale di Kolbeinsey era energicamente favorevole rispetto a quanto accadeva nella dorsale di Aegir. Con l'inizio della formazione della dorsale di Kolbeinsey, quindi, il materiale proveniente dal mantello profondo avrebbe iniziato a fluire preferenzialmente verso di essa portando infine alla cessazione dell'accrescimento nella dorsale di Aegir.

## Etimologia
La dorsale è stata così chiamata in onore di Ægir, un gigante e re del mare, nonché inventore della birra, nella mitologia norrena, che sembra essere la personificazione della forza dell'oceano.